# ستيف أوين
ستيف أوين (بالإنجليزية: Steve Owen)‏ هو لاعب كرة قدم أمريكية أمريكي، ولد في 21 أبريل 1898 في سيلو سبرينغز في الولايات المتحدة، وتوفي في 17 مايو 1964 في نيويورك في الولايات المتحدة.

## وصلات خارجية
- ستيف أوين على موقع مرجع كرة القدم المحترفة.كوم (الإنجليزية)
- ستيف أوين على موقع IMDb (الإنجليزية)
- ستيف أوين على موقع إن إن دي بي (الإنجليزية)